# East Preston
East Preston è un paese di 5 000 abitanti della contea del West Sussex, in Inghilterra.